# Nokia Store
Nokia Store (anteriormente Ovi Store) es la tienda de aplicaciones para los dispositivos marca Nokia con S40, Symbian, MeeGo, Asha Platform y Nokia X Software Platform.

Como consecuencia del abandono de las plataformas Symbian y Meego, a partir de enero de 2014 dejó de aceptar aplicaciones para estos sistemas. Posteriormente, tras la venta de la división de dispositivos móviles de Nokia a Microsoft en 2014, Microsoft anunció que se centraría en los dispositivos con Windows Phone, que no hacen uso de la Nokia Store. Como consecuencia, el 17 de julio de 2014 se anunció que la tienda  cerraría en 2015. Posteriormente, se anunció que, tras un acuerdo entre Microsoft y Opera, la Nokia Store sería sustituida por la Opera Mobile Store.